# Pietrari (Vâlcea)
Pietrari è un comune della Romania di 3 239 abitanti, ubicato nel distretto di Vâlcea, nella regione storica dell'Oltenia.